# Bitwa pod Himerą
Bitwa pod Himerą – starcie zbrojne, które miało miejsce w roku 480 p.n.e. podczas wojny Kartaginy z Syrakuzami (481–480 p.n.e.).
W starciu tym syrakuzańskie wojska dowodzone przez tyrana Syrakuz Gelona z rodu Dejnomenidów rozgromiły armię punicką pod wodzą Hamilkara, która oblegała Himerę. Wódz kartagiński poległ w bitwie.

## Przebieg bitwy
Głównym powodem kampanii (tzw. kampania sycylijska) Hamilkara była próba przywrócenia do władzy wypędzonego z Himery w roku 481 p.n.e. Terillosa, a także konieczność powstrzymania ekspansji doryckiego sojuszu Syrakuz, Geli i Agrigentum.
Liczba 300 tys. żołnierzy kartagińskich przewiezionych na 3000 statków, podawana w greckich źródłach (przez Herodota Dzieje VII, 165 i Diodora Biblioteka XI, 20, 1), jest w oczywisty sposób zawyżona; siły kartagińskie nie przekraczały 30 tys., aczkolwiek liczba 200 punickich okrętów wojennych jest prawdopodobna (Syrakuzy dysponowały podobną flotą). Armia inwazyjna złożona była z wielu nacji: Fenicjan, Libijczyków, Iberów, mieszkańców Sardynii i innych – jest to pierwszy znany przykład typowej później dla Kartaginy praktyki tworzenia mieszanych armii najemnych, co przeciwdziałać miało ewentualnym buntom. Kartagińczycy najprawdopodobniej nie mieli na celu podboju całej Sycylii, choć jest możliwe, że byli gotowi wykorzystać nadarzające się sposobności. Podstawowym jednak celem było wsparcie miast sycylijskich niechętnych Gelonowi, by zapobiec jego ekspansji na zachód.
Hamilkar wylądował bez przeszkód w Panormos i pomaszerował ku Himerze, na zachód od której rozbił obóz. Flota syrakuzańska nie próbowała przeciwdziałania, aczkolwiek jej zadanie było utrudnione przez brak bazy na zachodzie wyspy (Selinunt był sojusznikiem Fenicjan). Kartagińczycy rozpoczęli oblężenie, ale obrońcy miasta bronili się zawzięcie, wspierani przez sojuszników z Agrigentum. Z pomocą obleganemu miastu przybył Gelon z Syrakuz na czele 24 000 piechoty i 2000 kawalerzystów (według autorów greckich: 50 tys. piechoty i 5 tys. jazdy); swój obóz założył on na południe od Himery.
Szczegóły bitwy nie są jasne. Przybycie sił Gelona miało dodać ducha obrońcom i atakujący Grecy mieli odnieść pewne sukcesy na początku. Niemniej bitwa była długa, całodzienna i zażarta. Sukces zapewniło Syrakuzańczykom przechwycenie listu od Hamilkara do Selinuntu, w którym przypominał o konieczności przysłania posiłków w postaci jazdy. Gelon w miejsce kartagińskich sprzymierzeńców wysłał własną kawalerię, której udało się zmylić przeciwnika i uderzyć na wyciągnięte na plażę w pobliżu ujścia rzeki okręty. Syrakuzańscy jeźdźcy podpalili fenicką flotę, zabili Hamilkara i uderzyli na obóz wroga. Wojska kartagińskie najprawdopodobniej spanikowały i uległy natarciu armii Gelona.
Wedle Diodora 150 tys. żołnierzy punickich miało zginąć, a reszta uciec w góry, gdzie wygubili lub pojmali w niewolę mieszkańcy Agrigentum. Jedynie 20 okrętów uciekło, ale i one zostały zniszczone przez sztorm, a do Kartaginy dopłynęła ostatecznie jedna mała łódka z wieściami o klęsce. Oznacza to tyle, że bitwa była zacięta, a straty wśród pokonanych bardzo znaczne. Utrata zaciężnej armii była poważnym ciosem dla Kartaginy, ale jeszcze poważniejszym była strata całej floty – musiała porzucić pomysł wsparcia Terillosa i ewentualnej ekspansji na Sycylii. Nie oznaczała jednak całkowitej porażki Kartaginy, której flota podjęła wkrótce potem akcje ofensywne przy wybrzeżu Półwyspu Apenińskiego. Gelon roztropnie nie próbował inwazji zachodniej Sycylii, lecz podpisał z Kartaginą układ pokojowy, na mocy którego otrzymał 2000 talentów srebra i dodatkowo fundusze na budowę dwóch świątyń, w których upamiętnione były warunki traktatu. Dziękczynne świątynie wzniesiono w Himerze, Syrakuzach i Delfach.